# پتانسیواستات

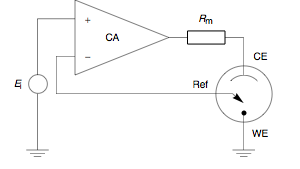

پتانسیواستات (به انگلیسی: Potentiostat) دستگاهی است برای سنجش قطبش و تغییر پتانسیل یک ماده در خوردگی است.
در خوردگی این دستگاه برای رسم نمودار پتانسیل خوردگی-شدت جریان خوردگی بکار می‌رود.

## اجزا
این دستگاه نخستین بار در دهه 1960 بکارگرفته شد. پتانسیواستات با 3 الکترود کار می‌کند:
الکترود کاری که تکه‌ای از ماده مورد بررسی است و به وسیلهٔ سیمی ارتباط الکتریکی برقرار می‌کند.
الکترود مرجع که برای سنجش پتانسیل بکار می‌رود و معمولاً الکترود استاندارد کالومل یا الکترود نقره/کلرور نقره بکار می‌رود.
الکترود خنثی معمولاً از پلاتین است و تغییری در محیط مورد آزمایش نمی‌دهد.

## روش کار
با بکارگیری فراپتانسیل {\displaystyle \eta } یکبار آندی و بار دیگر کاتدی به الکترود کاری، و اندازه‌گیری اختلاف پتانسیل این الکترود با الکترود مرجع و همچنین اندازه‌گیری شدت جریان خالص آندی و بار دیگر کاتدی، رابطه بین پتانسیل و شدت جریان و نمودار خوردگی به دست می‌آید.